# Гелена Расіова
Гелена Расіова (20 червня 1917, Відень, Австро-Угорщина — 9 серпня 1994, Варшава, Польща) — польська вчена-математик. Працювала в галузі основ математики та алгебраїчної логіки.

## Ранні роки
Расіова народилася у Відні 20 червня 1917 року в польській родині. Як тільки Польща відновила незалежність у 1918 році, сім'я оселилася у Варшаві. Батько Гелени був залізничним спеціалістом. В дитинстві вона виявляла багато різних навичок та інтересів, починаючи від музики і закінчуючи управлінням бізнесом та найважливішим зі своїх інтересів — математикою.
У 1938 році час був не надто сприятливим для вступу до університету. Расіові довелося перервати навчання, оскільки після 1939 року в Польщі не було можливості отримати юридичну освіту. Багато людей втекло з країни, або, принаймні, вони втекли з великих міст, які зазнали німецьких бомбардувань та терору. Сім'я Расіова також втекла, оскільки більшість високопосадовців адміністрації та членів уряду евакуювались до Румунії. Рік провела у Львові. Після вторгнення СРСР у вересні 1939 року місто було захоплене радянським військом. Життя багатьох поляків опинилось під загрозою, тож батько Гелени вирішив повернутися до Варшави.

## Наукова діяльність
Расіова зазнала сильного впливу польських логіків. Магістерську дисертацію вона написала під керівництвом Яна Лукашевича та Болеслава Собоціньського. У 1944 році спалахнуло Варшавське повстання. В результаті військових дій Варшава була майже повністю зруйнована. Це було пов'язано не лише з безпосередніми боями, але й із систематичними руйнуваннями, що відбулися в ході придушення повстання. Будинок родини Расіови згорів. Сама вона вижила з матір'ю в льоху, який прикривали руїни зруйнованої будівлі.
Після війни польська математика почала відновлювати свої наукові установи. Також поверталися до них учені. Ті, хто залишився, вважали своїм обов'язком взятися за відбудову польських університетів та наукової спільноти. Однією з важливих умов стало повернення всіх науковців-математиків. Расіова працювала вчителем у середній школі. Саме там вона познайомилася з Анджеєм Мостовським і повернулася до університету. У 1945 році вона дописала кандидатську дисертацію, а в наступному році розпочала академічну кар'єру асистентом Варшавського університету, закладу, в якому вона працювала до кінця свого життя.
В університеті Гелена Расіова підготувала та захистила кандидатську дисертацію «Алгебраїчна обробка функціональних чисел Льюїса та Гейтінга» у 1950 році під керівництвом професора Анджея Мостовського. Ця дисертація з алгебраїчної логіки започаткувала її наукову кар'єру, сприяючи розвитку львівсько-варшавської школи логіки. У 1956 році вчена здобула другу наукову ступінь, доктор наук (еквівалент сьогоднішньої габілітації) в Інституті математики Польської академії наук, де з 1954 до 1957 року вона обіймала посаду доцента. У 1967 році вона стала професором. На здобуття наукового ступеня вона подала дві роботи — Алгебраїчні моделі аксіоматичних теорій та Конструктивні теорії, які разом утворили дисертацію на тему Алгебраїчні моделі елементарних теорій та їх застосування.
Гелена Расіова навчала багато поколінь студентів та вчених, багато з яких, стали викладачами в Польщі та за кордоном. Зокрема, її аспірантами були: Майкл Блейхер (1961), Володимир Георгійович Кірін (1966), Анджей Сальвіцкі (1969), Нгуен Кот Хо (1971), Сесілія Раузер (1971), Єва Орловська (1971), Гражина Мірковська (1972), Марія Семенюк-Полковська (1972), Віктор Бартол (1973), Антоні Кречмар (1973), Єжи Тюрин (1975), Лех Банаховський (1975), Аніта Василевська (1975), Міхал Криніцький (1976), Болеслав Шиманський (1976), Димитр Вакарелов (1977), Богдан Сабальський (1977), Галина Пшимусінська (1979), Лешек Рудак (1986).

## Наукові праці
- Математика метаматематики (1963, спільно з Романом Сікорським)
- Алгебраїчний підхід до некласичної логіки (1974)

## Особисте життя
Гелена Расіова одружилася із Станіслава Рас. У 1947 році в Мілановеку вона народила сина Збігнева, який продовжив справу матері, а також вивчав алгебру (1973 - докторський ступінь алгебраїчних властивостей напівпрограм в адресних машинах з фіксованою програмою) та інформатику (1987) — звання професора в Університеті Північної Кароліни в Шарлотті).